# Медицински асистирана репродукција
Медицински асистирана репродукција (акроним МАР) је специфична, област људског живота заснована на зачећу новог живота и омогућавању рођење детета, будућег новог човека. Развојем науке, омогућио је настанак новије медицинске области у којој је медицински асистирана репродукција постала индустрија која на глобалном нивоу доноси милијарде долара, због своје све веће доступности. Њена појава наметнула је за стручњаке у области медицинског права, и права уопште, потребу да се у друштву обезбеди једнако поштовање и брига за све појединце који желе да се остваре као родитељи, али и да се без разлике поштовање како већ рођене деце, тако и деце која тек треба да буду рођена.

## Дефиниција СЗО
Светска здравствена организација медицинску асистирану репродукцију (енг. Assisted Reproductive Technology) дефинише као појам који обухвата 
| „ | „репродукцију путем индукције овулације, контролисане стимулације јајника, изазивање овулације, поступке асистиране репродуктивне технологије (АРТ), као и интраутерине, интрацервикалне односно интравагиналне оплодње семеном мужа/партнера или донора“. | ” |

## Историја
Област медицински асистиране репродукције почела је да се развија пре више од пола века, и до данас су њене могућности постале изузетно велике и све рапрострањеније.
На ову проблематику међу првима у свету указао и др Петар Радовић, још 1967. године на Петом конгресу гинеколога акушера у Сиднеју, када је говорио о могућностима трансплантације оплођене јајне ћелије у хуманој репродукцији, односно подразумевала могућност да мушкарац добије своје биолошко дете, док би његова супруга имала улогу гестацијске мајке. Наиме, његова идеја је подразумевала проналажење донора јајне ћелије, а затим инсеминацију генетским материјалом мушкарца чија жена је неплодна. Након тога, извршио би се трансфер оплођене јајне ћелије у тело жене која не може природним путем да остане у другом стању.
Међутим како се наводи у свим енциклопедијама, све је почело од Роберта Едвардса и Патрика Стептоа, који с неизоставно и истовремено помињу као први научници који су успели да, сада већ превише пута употребљену, синтагму „беба из епрувете“, реализују 25. јула 1978. рођењем детета. Овај огроман корак у науци и човечанству који се приписује Роберте Едвардсу и Патрику Стептону, потврђен је 2010. године, доделом Нобелова награда за медицину или физиологију професору Роберту Едвардсу (али не и Стептоу, јер се Нобелова награда не додељује постхумно) за развој „in vitro” фертилизације.

## Анатомија и физиологија
Кључне компоненте женске анатомије у разумевању МАР су јајници, јајоводи и материца.
Јајници су трећа компонента осовине хипоталамус-хипофиза-јајници (ХПО), која је сложена повратна спрега која контролише женски менструални циклус. Јајници су женске гонаде, упарене структуре овалног облика које ембриолошки потичу из мезонефричног гребена пре него што се спусте у карлицу. Јајници су место где ооцити сазревају и развијају се. Производња естрадиола и прогестерона такође потиче из јајника. Јајници имају два перитонеална споја - лигамент јајника и суспензорни лигамент јајника. Лигамент јајника причвршћује јајник за материцу. Суспензорни лигамент јајника причвршћује јајник за бочни зид карлице и садржи неуроваскуларно снабдевање јајника. Разумевање ове анатомије је важно за разумевање трансвагиналног приступа преузимању ооцита.
Материца реагује на флуктуирајуће хормоне које производи ХПО ос. Лежи у карлици, између бешике и ректума. Састоји се од корпуса (тела материце) и грлића материце, који повезује материцу са вагином. Тело материце се састоји од три слоја - периметријума, миометријума и ендометријума. Ендометријум се састоји од два слоја, функционалног и базалног Функционални слој пролази кроз цикличне хормонске промене да би се припремио за имплантацију са сваким менструалним циклусом. Повећање нивоа естрогена током фоликуларне фазе менструалног циклуса доводи до пролиферације жлезда ендометријума. Током лутеалне фазе, нивои прогестерона се повећавају, што доводи до тога да ендометријум пролази кроз секреторне промене. Ако се ембрион не имплантира током циклуса, нивои естрогена и прогестерона опадају, што доводи до деградације функционалног слоја, који се онда одваја са менструацијом.
Јајоводи су мишићне цеви које се пружају са обе стране бочно од материце према јајницима. Они помажу у преносу јајне ћелије у материцу, често при чему се оплодња дешава унутар саме цеви. Цеви помажу у овом преносу тако што померају јајну ћелије на њиховим фибрираним крајевима, са контракцијама глатких мишића и цилијарним стубастим епителним ћелијама које преносе јајну ћелије или ембрион у материцу где се могу имплантирати ако се оплоде.

## Индикације
Технологије потпомогнуте оплодње најчешће се примењују као последица неплодности. Код пацијената са јајоводним фактором неплодности, МАР директно заобилази јајоводе.
Друге етиологије неплодности у којима се примењује МАР укључују:
- неплодност мушког фактора,
- смањену резерву јајника,
- отказивање јајника (са донорским јајним ћелијама),
- овулациону дисфункцију,
- необјашњиву неплодност.

Код пацијената код којих је трудноћа релативно контраиндикована или са фактором неплодности материце, МАР се може користити са гестацијским носиоцем.
МАР се такође користи изван подешавања неплодности. Може се користити код:
- Пацијената који желе преимплантационо генетско тестирање пре зачећа (као што су они за које се зна да су носиоци одређених генетских поремећаја),
- Очувања плодности, као што је пре гонадотоксичне терапије,[8]
- Код пацијената који желе да одложе рађање. Ове жене могу одлучити да замрзну своја јајашца или ембрионе ако су у стабилној вези.
- Код жена које нису у брачној вези (живе саме).[9]

## Контраиндикације
Пре започињања МАР, са пацијенткињом се разговара о ризицима  техника за мајку и о самој трудноћи. Одређена стања код мајке, посебно кардиопулмонална стања, као што су плућна хипертензија и срчана инсуфицијенција, су релативно контраиндикована стања за трудноћу.
Пре интервенције требало би спровести саветовање и евалуацију  ради скрининга таквих стања. Чак и код таквих пацијената, могу се користити опције гестационог носиоца.

## Основне информације
Живимо у време када се велики број држава сусреће са ниским природним прираштајем, што нужно намеће размишљање да будући родитељи желе могућност контролисања карактеристика будућег потомства. Поред тога, данашње време наметнуло је потпуно погрешну слику људима, да је новцем могуће све платити, па тако, уколико је за потребе медицински асистиране репродукције потребно издвојити одређену суму новца, која никада није мала, врло вероватно да ће лица која се подвргавају поступку очекивати да им плаћање пружи слободу да искористе научна достигнућа онако како они желе.
Генетски скрининг узимањем амниоцентезе или узорковањем хорионског вилуса у економски напредним земљама света, нуди женама старије животне доби, мајкама или родитељима за које се зна да су носиоци наследних поремећаја, да роде здраво потомство. Међутим и поред тих могућности неки потенцијални родитељи радије не желе за то да знају, и у многим случајевима одлучују да неће абортирати, без обзира на све последице.
Међутим развој медицинске праксе непрестано расте, и то ће по свему судећи и надаље чинити. Могућности за одобар родитеља и фетуса сигурно ће се повећати, захваљујући довршеном мапирању људског генома и увелико побољшаној ефикасности досадашњих испитивања. Поред откривања више генетских болести, нове могућности селекције (не улазећи у правне дилеме) могу бити у стању и да открију све већи број генетских маркера који статистички корелирају с присуством (или одсуством) одређених наследних пожељних особина (на пример, пола, висине, виткости, дуговечности и можда чак темперамент и на крају интелигенција). За родитеље који су вољни прекинути и покушати поново, пренатални скрининг у начелу би се ова истраживања могла употребити за покушај постизања „бољег детета" - а не само детета без болести. Али у пракси је такав приступ - чак и остављајући етичка питања по страни - за сада неизводив из научних разлога. Наиме ни једна генетска селекција не може се „оптимизирати“ изван онога што су родитељи дали плоду. Чак и да је то за сада могуће, био би потребан огроман број „пробних трудноћа" да би се добила „оптимална беба" за било коју полигену особину. Из свих ових разлога овај приступ за сада треба сматрати наизглед добрим, и за сада се он може разматрати само као реална могућност у будућности.

### Правна регулатива
Да би се избегле било какве манипулације око избора пола или других карактеристика детета Закон о биомедицински потпомогнутој оплодњи многих земаља света изричито забрањује оплодњу јајне ћелије „посебним избором семених ћелија које су посебно изабране да би се родило дете одређеног пола“, односно предузимање других поступака који повећавају могућност да ембрион буде одређеног пола.
Такође у многим законодавствима забрањени су и поступци којима се повећава или обезбеђује могућност да се у „in vitro” ембриону може одредити пол. Једини изузетак када је дозвољено предузимати радње у циљу избора пола будућег детета предвиђен је за случај да „се на тај начин спречава настанак тешке наследне болести која је у вези са полом детета“. Такође законодавци многих земаља забрањују и спровођење преимплантационе генетске дијагностике, као средства и одабир гамета, односно ембриона одређеног пола, као и вештачку модификацију, односно промену генетске основе репродуктивних ћелија или ембриона ради промене генетске основе детета у циљу бирања пола детета у поступку медицински асистиране репродукције.

### Правна регулатива у појединим земљама
Преимплантациона генетска дијагностика је у већини европских земаља и других већих земаља законски дозвољена и јасно регулисан. Италија је једна од ретких земаља која правно забрањује преимплантациону генетску дијагностику (ПГД ), док се она не спроводи у Ирској и Луксембургу из других разлога.
| Земља                | Дијагноза наследних болести | Анеуплоиди - скрининг | Избор имунокомпатибилних ембриона | Избор пола | Други разлози (нпр избор аномалије) |
| -------------------- | --------------------------- | --------------------- | --------------------------------- | ---------- | ----------------------------------- |
| Немачка              | не                          | да                    | не                                | не         | не                                  |
| Аустрија             | да                          | не                    | не                                | не         | да                                  |
| Швајцарска           | да                          | да                    | не                                | не         | не                                  |
| Белгија              | да                          | да                    | да                                | не         | не                                  |
| Кина                 | да                          | да                    |                                   | не         | не                                  |
| Данска               | да                          | да                    |                                   |            |                                     |
| Луксембург           | да                          | не                    | да                                |            |                                     |
| Индија               | да                          | да                    |                                   | не         |                                     |
| Ирска                |                             |                       |                                   |            |                                     |
| Израел               | да                          | да                    |                                   | да         |                                     |
| Италија              | не                          | не                    | не                                | не         | не                                  |
| Јапан                | да                          | не                    |                                   |            | не                                  |
| Луксембург           |                             |                       |                                   |            |                                     |
| Холандија            | да                          | да                    | не                                | не         |                                     |
| Норвешка             | да                          |                       | да                                |            |                                     |
| Португалија          | да                          | да                    | да                                |            |                                     |
| Шведска              | да                          |                       | да                                |            |                                     |
| Шпанија              | да                          |                       | да                                |            |                                     |
| Јужна Африка         | да                          | да                    |                                   |            | не                                  |
| Уједињено Краљевство | да                          | да                    | да                                | не         |                                     |
| САД                  | да                          | да                    | да                                | да         | да                                  |

### Правна регулатива у Србији
Делатност медицински асистиранe репродукцијe (МАР) према Закону о МАР Републике Србије обухвата тестирање, добијање, обраду, замрзавање, одмрзавање, очување, складиштење и дистрибуцију репродуктивних ћелија, зигота и ембриона, као и увоз, односно извоз репродуктивних ћелија.
У оквиру делатности МАР закон предвиђа спровођење ових поступака:
Унутар телесно оплођење
- уношење семених ћелија у полне органе жене,
- уношење јајних ћелија заједно са семеним ћелијама у полне органе жене.[21]

Вантелесно оплођење
Ово оплођење подразумева спајање јајних и семених ћелија изван тела жене у циљу стварања зигота, односно ембриона и преношење истих у полне органе жене.

## Преимплантациона генетска дијагностика
Преимплантациона генетска дијагностика (акроним ПГД) једна је од области медицинске генетика која подразумева анализу гена или хромозома ембриона код „ин витро” фертилизација (акроним ИВФ), која се врши пре трансфера оплођене јајне ћелију материцу.
Поступак преимплантационе генетске дијагностике, омогућава родитељима да спрече имплантацију ембриона за који се утврди да поседује неке генетске или наследне болести. Понекад је неопходно утврдити и пол, из разлога што се одређене болести преносе само на мушко или женско потомство (што по заговорницима равноправности полова може озбиљно угрозити дугогодишњу борбу за равноправан положај женске и мушке деце) На овај начин, омогућен је избор пола детета, не само у случају када постоји ризик од преношења болести за које је познато да се преносе само на мушко или женско потомство, већ и у случају где постоји посебан ризик од неких болести које су карактеристичне за један пол. На пример, у породицама где су жене оболевале од рака дојке и где је и сама жена која је укључена у медицински асистирану репродукцију оболела, те постоји велика вероватноћа да је носилац тог гена, преимплантациона генетска дијагностика се може извршити како би се избегло женско потомство.
Уколико све ово буде праћено и значајним смањењем трошкова који преимплантациона генетска дијагностика подразумева, сасвим извесно овај поступак може послужити за рађање „боље (здравије) деце“.